# Pieds nus dans l'aube (film, 2017)
Pour plus de détails, voir Fiche technique et Distribution.
Pieds nus dans l'aube est un film québécois réalisé et scénarisé par Francis Leclerc, sorti en 2017.
Il s'agit d'une adaptation libre du roman du même nom de Félix Leclerc, le père du réalisateur.

## Synopsis
En février 1927, lors d'une livraison de bois avec son père, le jeune Félix Leclerc fait la connaissance de Fidor, un jeune homme mystérieux. Alors que cette amitié se développe, de dramatiques événements viennent bouleverser Félix et la vie d'un tranquille petit village de la Mauricie.

## Fiche technique
- Titre : Pieds nus dans l'aube
- Réalisation : Francis Leclerc
- Scénario : Francis Leclerc et Fred Pellerin, d'après le roman du même nom de Félix Leclerc
- Musique : Luc Sicard et Martin Roy
- Direction artistique : Marie-Claude Gosselin
- Costumes : Josée Castonguay
- Maquillage : Adriana Verbert
- Coiffure : Martin Lapointe
- Photographie : Steve Asselin
- Son : Stéphane Houle, Olivier Calvert, Luc Boudrias
- Montage : Isabelle Malenfant
- Production : Antonello Cozzolino
- Société de production : Attraction Images
- Société de distribution : Les Films Séville[2]
- Budget : 5,3 millions de dollars[3]
- Pays d'origine :  Canada
- Langue originale : français
- Format : couleur 35mm
- Genre : drame
- Durée : 118 minutes
- Dates de sortie :
  - Canada : 20 septembre 2017 (première au Festival de cinéma de la ville de Québec)[4]
  - Canada : 27 octobre 2017  (sortie en salle au Québec)

## Distribution
- Justin Leyrolles-Bouchard : Félix Leclerc
- Julien Leclerc : Fidor Languelot
- Roy Dupuis : Léonidas Leclerc
- Catherine Sénart : Fabiola Parrot
- Claude Legault : Bérubé
- Tristan Goyette Plante : Jean-Marie
- Agathe Tremblay : Lédéenne
- Guy Thauvette : Oncle Richard
- Robert Lepage : Oncle Rodolphe
- Marianne Fortier : Garde Lemieux
- Xavier Gaudreau-Poulin : Grégoire
- Tiffany Montambault : Anne-Marie
- Mickaël Gouin : Gaspard (le coiffeur)
- Guy-Daniel Tremblay : le curé
- Mathis Thomas : Gaulier
- Mathieu Lepage : Monsieur Gravel
- Kyle Gatehouse : James
- Marie-Ginette Guay : une enseignante
- Marie-Laurence Lévesque : la femme de Bérubé
- Éric Robidoux : Napoléon
- Catherine Leblond : Garde Beaudoin
- Shauna Bonaduce : une jeune fille anglaise
- Paul Van Dyck : William
- Jean-François Poulin : le vicaire
- Una Kay : une belle dame anglaise
- Émile Kingsbury : ami de Gauthier